# رارا (دفتر شعر)
رارا کتابی به نویسندگی پانته‌آ صفائی بروجنی است که در سال ۱۳۹۸ توسط نشر فصل پنجم به زبان فارسی منشتر شد. این کتاب در زمینه شعر معاصر بوده و در زمستان ۱۳۹۸ در فهرست نامزدهای دریافت جایزه کتاب سال قرار گرفت.
کتاب رارا به عنوان یکی از برگزیدگان سی و هفتمین دوره کتاب سال ایران انتخاب شد.